# شركة زيبار
زيبار هي عائلة من الضوء، الدفع الرباعي، شاحنات عسكرية مركبات صممت وأنتجت من قبل الإسرائيليين متسابق المفترى ايدو كوهين  في عام 1998. كوهين تم تصميمها وتصنيعها الهيكل والإطار مع الاستفادة التجارية من أجزاء الرف مثل جنرال موتورز قفص LS3 383 cid/6.2 لتر 400 hp محركات V8 (الحالية المحرك هو LQ4 جنرال موتورز 6 لتر 430 حصان (320 كيلو واط) @ 5900 دورة في الدقيقة V8 ) ، جنرال موتورز 4L80E نقل أطلس الثاني نقل الحالات جنرال موتورز Dynatrac 60 المحاور. الحالية المصنعة ايدو الطرق الوعرة مركز المحدودة.

## المتغيرات
- زيبار كوم – جردت أسفل أربعة مقعد جنبا إلى جنب UTV[4]
- زيبار م ك.1 - الأولي البديل الآن من الإنتاج،
- زيبار م ك. 2 – التيار المدني الإصدار[5]
- زيبار م – الجيش البديل[3]
- زيبار- ماج – يخفف فتح بوروتوتيوب
- زيبار الفرقة – صلب اثنين أو أربعة أبواب شاحنة بيك اب.[6]
- زيبار زيد – مدرعة البديل [7]

## المستخدمين
بحلول عام 2012 كان هناك 40 صنع في إسرائيل زيبار، خمسة منهم إلى الجيش الإسرائيلي والآخرين إلى العملاء في أفريقيا، روسيا (بعض زيبار وبعض يو أي زي إنتاج العقرب ال بي ايه, أمريكا اللاتينية (تضم المكسيك ) و دول الشرق الأوسط مثل أبوظبي.

## وصلات خارجية
- زيبار الولايات المتحدة الأمريكية الصفحة الرسمية
- ايدو الطرق الوعرة وسط الصفحة الرسمية